# Pertecnetat

Estructura de l'ió tecnetat (VII)

El pertecnetat (tecnetat (VII)) és un oxoanió de fórmula química TcO₄−. Se sol utilitzar com a font soluble en aigua d'isòtops de l'element radioactiu tecneci (Tc). En particular, s'utilitza per portar l'isòtop Tc-99m (semivida 6 hores), que és comunament usat en medicina nuclear en molts procediments d'escanejat nuclear. Un tecnetat (VII) és un compost que conté aquest ió. Els pertecnetats són sals d'àcid tecnètic (VII). El pertecnetat és anàleg al permanganat però té poc poder d'oxidació.